# Vaalogomphus macrodontus
Vaalogomphus macrodontus är en mångfotingart som beskrevs av Lawrence 1966. Vaalogomphus macrodontus ingår i släktet Vaalogomphus och familjen Gomphodesmidae. Inga underarter finns listade i Catalogue of Life.